# Camilo Fernández Cozman
Camilo Rubén Fernández Cozman (Lima, 1965) es un ensayista, crítico literario y traductor peruano, miembro de la Academia Peruana de la Lengua y profesor de las universidades de Lima y San Marcos.
Ha sido acreedor del primer premio en el Concurso Nacional de Ensayo Raúl Porras Barrenechea (1997), el Premio Internacional de Ensayo sobre Poesía (2003) y el Primer Concurso Nacional del Libro Universitario (2003), entre otros campos.
Fue parte de la Comisión Organizadora del Centenario de Nacimiento de César Vallejo que editó el libro Encuentro con Vallejo. Lima, Universidad Nacional Mayor de San Marcos, Instituto Raúl Porras Barrenechea, Comisión Quinto Centenario y Southern Perú, en el año de 1998.

## Obra

### Como autor
- Las ínsulas extrañas de Emilio Adolfo Westphalen (ensayo, 1990).
- Ritual del silencio (poesía, 1995).
- Las huellas del aura. La poética de Jorge Eduardo Eielson (1996).
- Raúl Porras Barrenechea y la literatura peruana (2000).
- Rodolfo Hinostroza y la poesía de los años sesenta (2001).
- El cántaro y la ola. Una aproximación a la poesía de Octavio Paz (2004).
- La soledad de la página en blanco (2005).
- La poesía hispanoamericana y sus metáforas (2008).
- Mito, cuerpo y modernidad en la poesía de José Watanabe (2009).
- La poesía es como el aroma. Poética de Luis Benítez (2009).
- Casa, cuerpo. La poesía de Blanca Varela frente al espejo (2010).
- Sujeto, metáfora, argumentación (2011).
- César Moro, ¿un antropófago de la cultura? (2012).
- El poema argumentativo de Wáshington Delgado (2012).
- Las técnicas argumentativas y la utopía dialógica en la poesía de César Vallejo (2014).
- Fulgor en la niebla. Recorridos por la poesía peruana contemporánea (2014).
- El viaje a través de la palabra. Antología de ensayos (1990-2015) (2016).
- Interculturalidad y sujeto migrante en la poesía de Vallejo, Cisneros y Watanabe (2016).
- Hacia una nueva lectura de Los heraldos negros (2022).
- Mi alfabeto gélido (poesía, 2022).

### Como traductor
- Bestiario (1999) de Guillaume Apollinaire.
- Poemas (1999) de Paul Éluard.
- La inmaculada concepción (2007) de Paul Éluard y André Breton.
- Detrás de su doble (2014) de Jean-Pierre Duprey.

## Premios y distinciones
- Primer Premio en el Concurso de Ensayo “Centenario del Nacimiento de Raúl Porras Barrenechea” (Lima, Instituto Nacional de Cultura, 1997).
- Tercer Premio en los II Juegos Florales de la Universidad Ricardo Palma 1998, género cuento.
- Primer Premio en el Concurso Internacional de Ensayo sobre Poesía (Sídney, Terra Australis, 2003).
- Primer Premio en el Primer Concurso Nacional de Libro Universitario en el área de humanidades (Lima, Asamblea Nacional de Rectores, 2003).
- Premio al Mérito Científico 2004, otorgado por la Universidad Nacional Mayor de San Marcos al mejor investigador durante el año en mención.
- Reconocimiento conferido por la Facultad de Letras y Ciencias Humanas de la Universidad Nacional Mayor de San Marcos en 2005, en mérito a una destacada producción científica.
- Premio Nacional de Ensayo Federico Villarreal (Lima, Universidad Nacional Federico Villarreal, 2005).
- Finalista del « Prix Littéraire Vingt Ans de Cecupe » en 2006, convocado por el Cecupe (Centro Cultural Peruano Francés) con sede en París.
- Premio al Mérito Científico 2006, otorgado por la Universidad Nacional Mayor de San Marcos.
- Reconocimiento conferido por la Universidad San Ignacio de Loyola en 2007, en mérito a una destacada labor como catedrático.
- Fue incorporado, como Miembro de Número, a la Academia Peruana de la Lengua en 2008.
- Segundo premio en el concurso “Ochenta años de los Siete ensayos de interpretación de la realidad peruana de José Carlos Mariátegui” en 2008, otorgado por el Instituto Nacional de Cultura, la casa museo “José Carlos Mariátegui” y el centro cultural “Puerta Abierta”.
- Obtuvo una mención honrosa en la II Bienal de Ensayo - Premio Copé Internacional 2010, otorgada por Petroperú. https://cultura.petroperu.com.pe/cope/cuento-ensayo-2010/
- Premio al Mérito Científico 2013, otorgado por la Universidad Nacional Mayor de San Marcos.
- Premio Nacional de Ensayo "Vallejo Siempre" 2014, otorgado por la Academia Peruana de la Lengua, la Pontificia Universidad Católica del Perú, la Universidad Ricardo Palma, la Universidad de Trujillo y la Universidad Nacional Mayor de San Marcos. https://www.ulima.edu.pe/instituto-de-investigacion-cientifica/noticias/investigador-ulima-gana-premio-vallejo-siempre
- Obtuvo una mención honrosa en la IV Bienal de Ensayo - Premio Copé 2014, otorgada por Petroperú https://cultura.petroperu.com.pe/cope/cuento-ensayo-2014/